# Polymikt

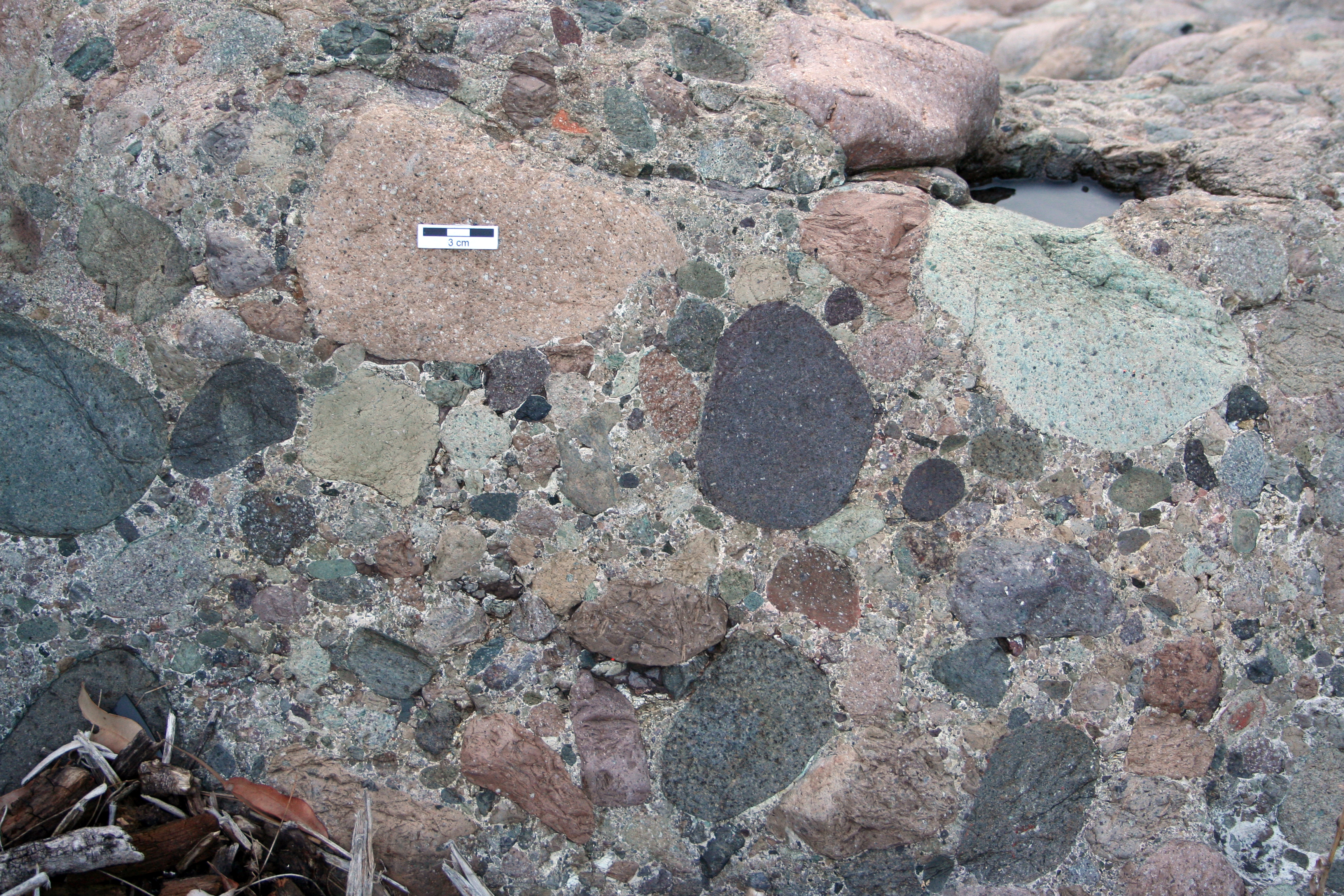
Polymiktes Konglomerat, klastengestützt. permische Woodton-Formation, New South Wales, Australien

Als polymikt (von altgr. polys(πολύς), viel, vielfach, vielfältig, und miktos (μικτός), gemischt) oder polygen (von altgr. polyς (πολύς), viel, vielfach, vielfältig, und genos (γένος) Ursprung) bezeichnet man in der Petrologie Sedimentgesteine, die aus chemischen Elementen, Mineralien oder Gesteinsbruchstücken unterschiedlicher Ausgangsgesteine bestehen. Das Antonym ist monomikt.